# Marvin Gaye
Marvin Gaye, właśc. Marvin Pentz Gay Jr. (ur. 2 kwietnia 1939 w Waszyngtonie, zm. 1 kwietnia 1984 w Los Angeles) – amerykański piosenkarz soulowy, twórca piosenek i producent muzyczny. Jeden z najwybitniejszych muzyków związanych z wytwórnią muzyczną Motown w Detroit, który ostatecznie wyrósł daleko poza normalny standard tej grupy twórczej i jako jeden z pierwszych osiągnął status czarnego muzyka kultowego. W swym społeczno-politycznym zaangażowaniu i muzycznych eksperymentach dał podwaliny pod styl czarnej muzyki urban. Nazywany jest księciem Motown lub księciem soulu.
W 1987 Marvin Gaye został wprowadzony do Rock and Roll Hall of Fame. Jego najpopularniejsze przeboje to: „I Heard It Through the Grapevine” (1968), „What’s Going On” (1971), „Let’s Get It On (1973) i „Sexual Healing” (1982).

## Życiorys
Gaye urodził się w 1939 roku w Waszyngtonie, a imię otrzymał po swoim ojcu, pastorze kościoła apostolskiego, będącego swego rodzaju chrześcijańską sektą z elementami ortodoksyjnego judaizmu. Kościół i religia miały wielkie znaczenie w muzyce Marvina, szczególnie w końcu lat 70., gdy w swoich tekstach zaczął zwracać większą uwagę na sprawy wiary i Boga.
Gaye był jednym z trójki dzieci; jako trzylatek zapisany został przez ojca do kościelnego chóru. Śpiewał w nim do 18. roku życia. Szybko stał się pierwszym solistą. Wspominając te lata Gaye wielokrotnie podkreślał – „Byłem wtedy najbardziej nieszczęśliwym dzieckiem na świecie. Mój ojciec uznawał twarde zasady domowego ogniska i narzucał zasady zachowania się w domu całej rodzinie. Ojciec bił mnie codziennie i dostawało mi się często bez powodu”. Muzyk mówił również, że odkąd w dzieciństwie zaczął naukę gry na pianinie i perkusji, była to jego jedyna forma rozrywki i ucieczki przed tyranią ojca.
Z osiągnięciem wieku dojrzałości Gaye odszedł z chóru, skończył szkołę średnią i wstąpił do U.S. Air Force, gdzie spędził niecały rok. Po powrocie do Waszyngtonu przyłączył się do grupy muzycznej The Marquees i nagrał z nią kilka utworów pod kierownictwem Bo Diddley Studio. Ojciec Gaye’a nie cieszył się z jego sukcesu – nie podobało mu się, że syn porzucił muzykę religijną na rzecz muzyki świeckiej.
Artyści grupy The Marquees uwielbiali muzykę The Moonglows, drugiej grupy stworzonej przez producenta i artystę Harveya Fuqua. W 1958 roku obie grupy wystąpiły wspólnie w teatrze Howard. Wrażenie, jakie wtedy wywarł na słuchaczach Marvin Gaye, było tak wielkie, że Fuqua zwolnił wszystkich artystów The Moonglows i odwołał ich koncerty w Baltimore. Zamiast nich wziął ze sobą grupę The Marquees na koncerty i nagrania do Chicago, gdzie do grupy dołączył jeszcze Chuck Barksdale (który opuścił wcześniej grupę The Dells). Wspólnie z Barksdale’em grupa pod nazwą The New Moonglows nagrała album 12 Months of the Year. Zaśpiewali oni również w utworach dla Chucka Berry’ego. Gaye postanowił wtedy zamieszkać w Chicago na stałe.
W 1959 roku grupa The New Moonglows wydała singel „Mama Loochie” z Gaye’em jako liderem. Singiel jednak nie sprzedał się dobrze i Fuqua rozwiązał grupę. Berksdale powrócił do grupy The Dells, a Gaye wspólnie z Fuquą wyjechali do Detroit. Gaye poznał tam Berry’ego Gordy’ego Jr., szefa wytwórni Motown i wkrótce po tym stał się członkiem tej wytwórni. W 1961 roku ożenił się z siostrą Gordy’ego, Anną, i otrzymał kontrakt na nagranie solowych albumów. W tamtym czasie zmienił też nazwisko przez dodanie do niego litery „e”, podobnie jak jego idol Sam Cooke.
Gaye, będąc już członkiem Motown, ale jeszcze przed wydaniem debiutanckiego albumu, wystąpił w nagraniu kilku przebojów Smokey Robinsona i grupy The Miracles. W czerwcu 1961 roku ukazał się Soulful Moods, debiutancki album Gaye’a. Album nie zachwycił odbiorców, a wszystkie single zawiodły. Muzyk mówił wtedy, że wciąż nie może się odnaleźć. Nie mógł zdecydować, czy chce być artystą soulowym, jak Smokey czy jazzowym, jak Nat King Cole. Dopiero jego drugi album That Stubborn Kinda Fellow stał się wielkim hitem. Single „Hitch Hike” i „Can I Get a Witness” dotarły do czołowej „30” głównej amerykańskiej listy przebojów „Billboardu” Hot 100. W 1963 roku kolejny singel, „Pride and Joy”, stał się wyznacznikiem jego fascynacji i ambicji muzycznych. Singel ten pokazał również rozdźwięk pomiędzy wydawniczymi planami wytwórni Motown a zamiarami Gaye’a, który chciał śpiewać we własnym, niekomercyjnym stylu.
Przez kolejne 3 lata Gaye zachował swój muzyczny obraz i udawał uśmiechniętego, wesołego artystę tanecznej muzyki R&B. Muzyk pracował także poza Motown. Wspólnie z zespołem Martha and the Vandellas stworzył przebój „Dancing in the Street”. Grał również na perkusji na wczesnych albumach młodego Steviego Wondera.
W 1964 roku Gaye wydał, wspólnie z piosenkarką Marry Wells, album Together, który zapewnił mu wówczas miejsce najbardziej wpływowej postaci Motown. Jego single zaśpiewane w duecie z Wells, „Once Upon a Time” i „What’s the Matter with You Baby”, uplasowały się, odpowiednio, na miejscach 3. i 2. listy przebojów R&B „Billboardu”. Jego kolejne single, wydane rok później (1965) „Ain’t That Peculiar” (Hot 100 #8, R&B #1), „I’ll Be Doggone” (Hot 100 #8, R&B #1) i „How Sweet It Is (To Be Loved by You)” (Hot 100 #6, R&B #3). W latach 60. Marvin zasłynął jako wykonawca duetowy z wielkimi divami wytwórni Motown – Kim Weston, Tammi Terrell, oraz Dianą Ross.

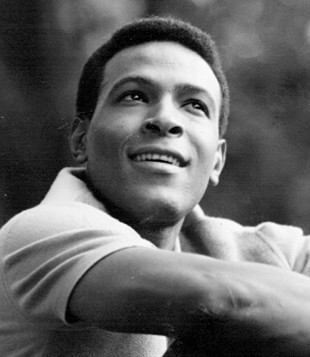
Marvin Gaye (1966)

W 1968 roku wytwórnia Motown wydała kolejny solowy album Gaye’a, I Heard It Through the Grapevine, który stał się przebojem. Na płycie znalazła się tytułowa piosenka wydana na singlu, który dotarł do pierwszych miejsc na głównych listach przebojów w Stanach Zjednoczonych (Hot 100) i Wielkiej Brytanii (Official Singles Chart Top 100). Utwór „I Heard It Through the Grapevine” był pisany początkowo z przeznaczeniem dla grupy Gladys Knight & the Pips, jednak wersja Gaye’a została wydana wcześniej i osiągnęła większy rozgłos. Do końca lat 60. Motown wydało jeszcze jeden solowy album studyjny Gaye’a, M.P.G. (1969) oraz jego wspólne zapisy z artystką Tammi Terrell na dwóch osobnych płytach – You’re All I Need (1968) oraz Easy (1969).
Prawdopodobnie jego pierwsze problemy z narkotykami oraz problemy rodzinne jakie zastał w domu po powrocie zmieniły na zawsze muzyczne spojrzenie Gaye’a. O ile album That’s the Way Love Is (1970), wydany niejako na cześć powrotu Gaye’a do ojczyzny, nie odbiegał znacząco od reszty dotychczasowych albumów, o tyle wydany w maju 1971 roku What’s Going On stał się albumem stanowiącym początek nowego oblicza czarnej muzyki i wskazówką dla wielu następnych muzyków. Gaye zmienił na nim swój image seksownego śpiewaka R&B na rewolucyjnego, zbuntowanego mężczyznę walczącego poezją o lepsze jutro. Album What’s Going On podbił czarne listy przebojów. Biała społeczność przyjęła album równie podobnie (6. miejsce albumu na liście „Billboard” Pop Albums). W 1972 roku Gaye za ten album otrzymał nagrodę Trendsetter „Billboardu” (drugorzędna nagroda) za: „promowanie ekologii poprzez dające do myślenia piosenki z przesłaniem”. Stało się tak, ponieważ Gaye na swojej płycie poruszył m.in. problemy polityki Stanów Zjednoczonych, rządu, wojny wietnamskiej oraz zepchnięcia na margines czarnej społeczności.
Album What’s Going On rozpoczął złote lata 70. czarnej muzyki, czyniąc Gaye’a twórcą nowego stylu śpiewania. W 1972 roku artysta spróbował swoich sił komponując muzykę do thrillera blaxploitation Trouble Man, a rok później wydał dla Motown album Let’s Get It On. Dwa lata później kolejna płyta Gaye’a I Want You (1976) znalazła się na szczycie listy przebojów R&B. Albumem tym Gaye udowodnił swoją wszechstronność, pokazał, że jego muzyka może być nie tylko romantyczna, bojowa, przepojona seksem, ale i taneczna. Album I Want You przyniosła świeże spojrzenie na muzykę funk oraz disco i wprowadziła je na stałe do kanonów muzyki R&B.
Rok po sukcesie I Want You wydano kolejny album muzyka, Here, My Dear, który powstał pod wpływem życiowych porażek artysty, które przypadły na 1978 rok. Problemy z kokainą oraz niepłaceniem podatków, zmusiły Gaye’a do wyjazdu ze Stanów Zjednoczonych. Rozpadło się również jego małżeństwo z Anną Gordy Gaye. Przytłoczony sprawami rozwodowymi, Gaye zmienił się. Odmienił też swój sposób śpiewania. Gaye na Here, My Dear (albumie o dość ironicznym – wobec zawartości – tytule) odsłonił się, szczerze przyznając do popełnionych grzechów i związanego z nimi poczucia winy.
Gaye tworzył równie aktywnie również w pierwszej połowie lat 80. W styczniu 1981 roku wydał album In Our Lifetime, na której zmienił swoją liryczność, stając się w pewnym sensie dewotem. Problematyka zawarta na płycie In Our Lifetime zmuszała słuchacza do głębokich refleksji. Poruszała sens wiary i dała doskonały obraz tego, jak ważną rolę pełni w życiu każdego człowieka religia. Album In Our Lifetime zapoczątkował u Gaye’a czysto soulowe spojrzenie na muzykę.
Pod koniec 1981 roku, wskutek pogorszenia się stosunków artysty z władzami wytwórni, Gaye opuścił Motown na rzecz Columbia Records. Przeprowadził się do Europy. Pod szyldem nowej wytwórni Gaye rozpoczął pracę nad następnym albumem.

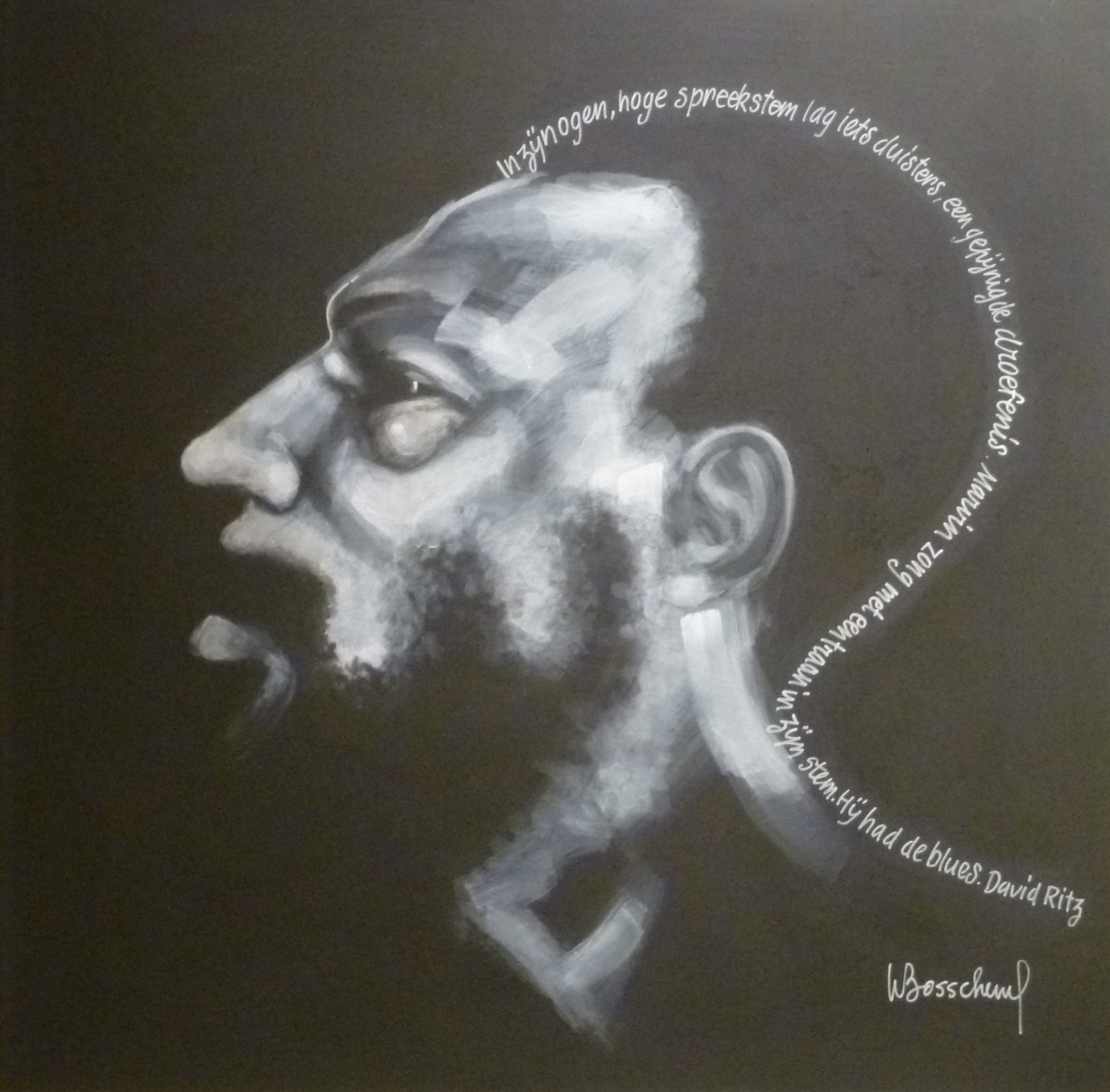
Gaye w pracy belgijskiego malarza Willy’ego Bosschema

W 1982 roku artysta nagrał album Midnight Love z promującym go singlem „Sexual Healing”, za który otrzymał dwie nagrody Grammy. Pierwszą z nich w kategorii najlepszy utwór R&B, drugą za najlepszy instrumentalny podkład na żywo (na „Sexual Healing” nie wykorzystano komputerów i innej elektroniki). Midnight Love był pewnego rodzaju klasykiem, do jakich przyzwyczaił odbiorców Gaye, ale stworzony pod skrzydłami Columbii album przyniósł nowe brzmienia i instrumenty, które odmłodziły i dały nowe siły muzyczne Gaye’owi.
Po sukcesie albumu Midnight Love Gaye wrócił do Stanów Zjednoczonych, gdzie zamieszkał wspólnie ze swoimi rodzicami. W 1983 roku pogodził się również z Berrym Gordym, szefem wytwórni Motown, oraz wykonał legendarną i nieco szokującą interpretację hymnu państwowego Stanów Zjednoczonych, na rozpoczęcie nowego sezonu NBA. To były ostatnie wielkie doniesienia na temat publicznego życia Gaye’a.
Sukcesy i wielka sława, jaką Gaye zdobył po wydaniu Midnight Love, skłoniły go do jeszcze większego uzależnienia od kokainy. Gaye przeprowadzając się do swoich rodziców miał nadzieję, że uda mu się odzyskać równowagę psychiczną, jednak tak się nie stało. Problemy z narkotykami pogorszyły jego i tak napięte relacje z ojcem. Wielokrotnie Gaye odgrażał się ojcu, że popełni samobójstwo. 1 kwietnia 1984 roku, na dzień przed 45. urodzinami Marvina, wdał się w bójkę z ojcem, który wyjął z szuflady pistolet i pociągnął za spust. Artysta został raniony w klatkę piersiową, a rana postrzałowa była tak wielka, że uszkodziła wątrobę, płuco i serce. Artysta zmarł o godzinie 13:01 w drodze do szpitala. Przez cały czas był przytomny. Artysta został skremowany na cmentarzu Forest Lawn Memorial Park, a część prochów rozrzucono na Oceanie Spokojnym. Jego ojciec przyznał się do zabójstwa i został skazany na sześć lat w zawieszeniu. Zmarł w domu opieki w Culver City w Kalifornii na zapalenie płuc 10 października 1998, dziewięć dni po swoich 84. urodzinach.
Po śmierci Gaye’a jego popularność nie zanikła, a wizje, które zawarł w swoich piosenkach, stały się podstawą niemal religijnego kultu, którym otoczyli go przedstawiciele czarnej społeczności. Gaye stał się jednym z symboli czarnej kultury obok Malcolma X, Martina Luthera Kinga, Marcusa Garveya i innych, jako tragicznie zmarła postać walcząca o lepsze jutro dla czarnej społeczności. W 1987 roku Gaye został wprowadzony do Rock and Roll Hall of Fame, jednak po jego śmierci żaden z albumów piosenkarza, które wydały w porozumieniu wytwórnie Motown i Columbia, nie odniósł już takiego sukcesu jak te wydane za życia muzyka.

## Dyskografia

### Albumy
- 1961: The Soulful Moods of Marvin Gaye
- 1963: That Stubborn Kinda Fellow
- 1963: Marvin Gaye Recorded Live on Stage
- 1964: When I’m Alone I Cry
- 1964: Hello Broadway
- 1965: How Sweet It Is to Be Loved by You
- 1965: A Tribute to the Great Nat „King” Cole
- 1966: Moods of Marvin Gaye
- 1968: In the Groove (wydany ponownie w 1969 jako I Heard It Through the Grapevine)
- 1969: M.P.G.
- 1970: That’s the Way Love Is
- 1971: What’s Going On
- 1972: Trouble Man
- 1973: Let’s Get It On
- 1974: Marvin Gaye Live!
- 1976: I Want You
- 1977: Live at the London Palladium
- 1978: Here, My Dear
- 1981: In Our Lifetime
- 1982: Midnight Love
- 1997: Vulnerable
- 2005: Marvin Gaye at the Copa (materiał z 1966 r.)
- 2019: You’re the Man (materiał z 1972 r., wydany z okazji 80. rocznicy urodzin Gaye’a)[6]

## Filmografia
- 1965: The T.A.M.I. Show (dokumentalny)
- 1969: The Ballad of Andy Crocker (film TV)
- 1971: Chrome & Hot Leather (film TV)
- 1972: Trouble Man (epizod, ścieżka dźwiękowa)
- 1973: Save the Children (dokumentalny)